# Chasing Pavements
Chasing Pavements is de tweede single (alleen in Groot-Brittannië) van popzangeres Adele.
Adele bracht het nummer voor het eerst ten gehore op de Friday Night with Jonathan Ross-show (7 december 2007). Het nummer kwam in de Engelse hitlijsten gelijk binnen op nummer 2, alleen al door downloads op 20 januari 2008. In Nederland werd het nummer uitgebracht op 13 januari 2008, als haar eerste single en bereikte de 9e plaats in de hitlijsten.
Chaving Pavements werd de 27ste best verkochte single in Groot-Brittannië, met over de 280.000 verkochte singles in 2008.

## Achtergrond
Het nummer is gebaseerd op een gebeurtenis met een voormalig vriendje van zangeres Adele. De titel “Chasing Pavements” is een uitdrukking in de Engelse taal en kan worden vertaald als het “bewandelen van gebaande paden”. Het nummer refereert aan het moment dat Adele ruzie heeft met haar vriend (dit gebeurde naar eigen zeggen rond 6 uur 's ochtends) en daarna van hem wegloopt, totdat ze zelf met de vraag komt: wat ben ik aan het achtervolgen? Bewandel ik gebaande paden of moet ik mijn eigen weg kiezen?

## Clip
De videoclip werd geregisseerd door Mathew Cullen.
De clip speelt zich af aan de rand van Hyde Park, waar twee auto's op elkaar gebotst zijn. De video speelt zich dan in twee parallellen af, een man en een vrouw zijn beiden uit hun auto geslingerd en liggen bewusteloos op de stoep. In de achtergrond vindt er een opstopping plaats, in een van de auto's zit zangeres Adele (die met haar zang begint). Bij het moment van het inzetten van het refrein, beginnen de man en vrouw te dansen al liggend op het vlak, totdat ze aan het einde van het nummer afgevoerd worden door ambulances.

## Hitnoteringen

### Nederlandse Top 40
| Hitnotering: 23-02-2008 t/m 31-05-2008 | Hitnotering: 23-02-2008 t/m 31-05-2008 | Hitnotering: 23-02-2008 t/m 31-05-2008 | Hitnotering: 23-02-2008 t/m 31-05-2008 | Hitnotering: 23-02-2008 t/m 31-05-2008 | Hitnotering: 23-02-2008 t/m 31-05-2008 | Hitnotering: 23-02-2008 t/m 31-05-2008 | Hitnotering: 23-02-2008 t/m 31-05-2008 | Hitnotering: 23-02-2008 t/m 31-05-2008 | Hitnotering: 23-02-2008 t/m 31-05-2008 | Hitnotering: 23-02-2008 t/m 31-05-2008 | Hitnotering: 23-02-2008 t/m 31-05-2008 | Hitnotering: 23-02-2008 t/m 31-05-2008 | Hitnotering: 23-02-2008 t/m 31-05-2008 | Hitnotering: 23-02-2008 t/m 31-05-2008 | Hitnotering: 23-02-2008 t/m 31-05-2008 | Hitnotering: 23-02-2008 t/m 31-05-2008 |
| Week:                                  | 1                                      | 2                                      | 3                                      | 4                                      | 5                                      | 6                                      | 7                                      | 8                                      | 9                                      | 10                                     | 11                                     | 12                                     | 13                                     | 14                                     | 15                                     |                                        |
| -------------------------------------- | -------------------------------------- | -------------------------------------- | -------------------------------------- | -------------------------------------- | -------------------------------------- | -------------------------------------- | -------------------------------------- | -------------------------------------- | -------------------------------------- | -------------------------------------- | -------------------------------------- | -------------------------------------- | -------------------------------------- | -------------------------------------- | -------------------------------------- | -------------------------------------- |
| Positie:                               | 30                                     | 18                                     | 11                                     | 10                                     | 9                                      | 11                                     | 14                                     | 15                                     | 16                                     | 17                                     | 21                                     | 25                                     | 27                                     | 30                                     | 40                                     | uit                                    |

### NederlandseSingle Top 100
| Hitnotering: 02-02-2008 t/m 28-06-2008 | Hitnotering: 02-02-2008 t/m 28-06-2008 | Hitnotering: 02-02-2008 t/m 28-06-2008 | Hitnotering: 02-02-2008 t/m 28-06-2008 | Hitnotering: 02-02-2008 t/m 28-06-2008 | Hitnotering: 02-02-2008 t/m 28-06-2008 | Hitnotering: 02-02-2008 t/m 28-06-2008 | Hitnotering: 02-02-2008 t/m 28-06-2008 | Hitnotering: 02-02-2008 t/m 28-06-2008 | Hitnotering: 02-02-2008 t/m 28-06-2008 | Hitnotering: 02-02-2008 t/m 28-06-2008 | Hitnotering: 02-02-2008 t/m 28-06-2008 | Hitnotering: 02-02-2008 t/m 28-06-2008 | Hitnotering: 02-02-2008 t/m 28-06-2008 | Hitnotering: 02-02-2008 t/m 28-06-2008 | Hitnotering: 02-02-2008 t/m 28-06-2008 | Hitnotering: 02-02-2008 t/m 28-06-2008 | Hitnotering: 02-02-2008 t/m 28-06-2008 | Hitnotering: 02-02-2008 t/m 28-06-2008 | Hitnotering: 02-02-2008 t/m 28-06-2008 | Hitnotering: 02-02-2008 t/m 28-06-2008 | Hitnotering: 02-02-2008 t/m 28-06-2008 | Hitnotering: 02-02-2008 t/m 28-06-2008 | Hitnotering: 02-02-2008 t/m 28-06-2008 |
| Week:                                  | 1                                      | 2                                      | 3                                      | 4                                      | 5                                      | 6                                      | 7                                      | 8                                      | 9                                      | 10                                     | 11                                     | 12                                     | 13                                     | 14                                     | 15                                     | 16                                     | 17                                     | 18                                     | 19                                     | 20                                     | 21                                     | 22                                     |                                        |
| -------------------------------------- | -------------------------------------- | -------------------------------------- | -------------------------------------- | -------------------------------------- | -------------------------------------- | -------------------------------------- | -------------------------------------- | -------------------------------------- | -------------------------------------- | -------------------------------------- | -------------------------------------- | -------------------------------------- | -------------------------------------- | -------------------------------------- | -------------------------------------- | -------------------------------------- | -------------------------------------- | -------------------------------------- | -------------------------------------- | -------------------------------------- | -------------------------------------- | -------------------------------------- | -------------------------------------- |
| Positie:                               | 63                                     | 78                                     | 62                                     | 28                                     | 3                                      | 7                                      | 12                                     | 8                                      | 8                                      | 6                                      | 11                                     | 10                                     | 10                                     | 17                                     | 15                                     | 34                                     | 22                                     | 34                                     | 34                                     | 46                                     | 70                                     | 77                                     | uit                                    |

### VlaamseUltratop 50
| Hitnotering: 23-02-2008 t/m 28-06-2008 | Hitnotering: 23-02-2008 t/m 28-06-2008 | Hitnotering: 23-02-2008 t/m 28-06-2008 | Hitnotering: 23-02-2008 t/m 28-06-2008 | Hitnotering: 23-02-2008 t/m 28-06-2008 | Hitnotering: 23-02-2008 t/m 28-06-2008 | Hitnotering: 23-02-2008 t/m 28-06-2008 | Hitnotering: 23-02-2008 t/m 28-06-2008 | Hitnotering: 23-02-2008 t/m 28-06-2008 | Hitnotering: 23-02-2008 t/m 28-06-2008 | Hitnotering: 23-02-2008 t/m 28-06-2008 | Hitnotering: 23-02-2008 t/m 28-06-2008 | Hitnotering: 23-02-2008 t/m 28-06-2008 | Hitnotering: 23-02-2008 t/m 28-06-2008 | Hitnotering: 23-02-2008 t/m 28-06-2008 | Hitnotering: 23-02-2008 t/m 28-06-2008 | Hitnotering: 23-02-2008 t/m 28-06-2008 | Hitnotering: 23-02-2008 t/m 28-06-2008 | Hitnotering: 23-02-2008 t/m 28-06-2008 | Hitnotering: 23-02-2008 t/m 28-06-2008 | Hitnotering: 23-02-2008 t/m 28-06-2008 |
| Week:                                  | 1                                      | 2                                      | 3                                      | 4                                      | 5                                      | 6                                      | 7                                      | 8                                      | 9                                      | 10                                     | 11                                     | 12                                     | 13                                     | 14                                     | 15                                     | 16                                     | 17                                     | 18                                     | 19                                     |                                        |
| -------------------------------------- | -------------------------------------- | -------------------------------------- | -------------------------------------- | -------------------------------------- | -------------------------------------- | -------------------------------------- | -------------------------------------- | -------------------------------------- | -------------------------------------- | -------------------------------------- | -------------------------------------- | -------------------------------------- | -------------------------------------- | -------------------------------------- | -------------------------------------- | -------------------------------------- | -------------------------------------- | -------------------------------------- | -------------------------------------- | -------------------------------------- |
| Positie:                               | 46                                     | 44                                     | 31                                     | 14                                     | 10                                     | 13                                     | 13                                     | 12                                     | 13                                     | 13                                     | 13                                     | 16                                     | 11                                     | 11                                     | 11                                     | 21                                     | 26                                     | 29                                     | 31                                     | uit                                    |

### VlaamseRadio 2 Top 30
| Hitnotering: 23-02-2008 t/m 19-07-2011 | Hitnotering: 23-02-2008 t/m 19-07-2011 | Hitnotering: 23-02-2008 t/m 19-07-2011 | Hitnotering: 23-02-2008 t/m 19-07-2011 | Hitnotering: 23-02-2008 t/m 19-07-2011 | Hitnotering: 23-02-2008 t/m 19-07-2011 | Hitnotering: 23-02-2008 t/m 19-07-2011 | Hitnotering: 23-02-2008 t/m 19-07-2011 | Hitnotering: 23-02-2008 t/m 19-07-2011 | Hitnotering: 23-02-2008 t/m 19-07-2011 | Hitnotering: 23-02-2008 t/m 19-07-2011 | Hitnotering: 23-02-2008 t/m 19-07-2011 | Hitnotering: 23-02-2008 t/m 19-07-2011 | Hitnotering: 23-02-2008 t/m 19-07-2011 | Hitnotering: 23-02-2008 t/m 19-07-2011 | Hitnotering: 23-02-2008 t/m 19-07-2011 | Hitnotering: 23-02-2008 t/m 19-07-2011 | Hitnotering: 23-02-2008 t/m 19-07-2011 | Hitnotering: 23-02-2008 t/m 19-07-2011 | Hitnotering: 23-02-2008 t/m 19-07-2011 | Hitnotering: 23-02-2008 t/m 19-07-2011 | Hitnotering: 23-02-2008 t/m 19-07-2011 | Hitnotering: 23-02-2008 t/m 19-07-2011 | Hitnotering: 23-02-2008 t/m 19-07-2011 |
| Week:                                  | 1                                      | 2                                      | 3                                      | 4                                      | 5                                      | 6                                      | 7                                      | 8                                      | 9                                      | 10                                     | 11                                     | 12                                     | 13                                     | 14                                     | 15                                     | 16                                     | 17                                     | 18                                     | 19                                     | 20                                     | 21                                     | 22                                     |                                        |
| -------------------------------------- | -------------------------------------- | -------------------------------------- | -------------------------------------- | -------------------------------------- | -------------------------------------- | -------------------------------------- | -------------------------------------- | -------------------------------------- | -------------------------------------- | -------------------------------------- | -------------------------------------- | -------------------------------------- | -------------------------------------- | -------------------------------------- | -------------------------------------- | -------------------------------------- | -------------------------------------- | -------------------------------------- | -------------------------------------- | -------------------------------------- | -------------------------------------- | -------------------------------------- | -------------------------------------- |
| Positie:                               | 17                                     | 14                                     | 10                                     | 6                                      | 4                                      | 7                                      | 7                                      | 5                                      | 5                                      | 5                                      | 4                                      | 4                                      | 3                                      | 3                                      | 5                                      | 6                                      | 6                                      | 8                                      | 9                                      | 12                                     | 15                                     | 26                                     | uit                                    |

### NPO Radio 2 Top 2000
| Nummer met noteringen in de NPO Radio 2 Top 2000 | '09 | '10 | '11 | '12 | '13 | '14 | '15 | '16 | '17 | '18 | '19 | '20  | '21 | '22  | '23  | '24 |
| ------------------------------------------------ | --- | --- | --- | --- | --- | --- | --- | --- | --- | --- | --- | ---- | --- | ---- | ---- | --- |
| Chasing Pavements                                | 530 | 309 | 209 | 246 | 437 | 482 | 423 | 602 | 814 | 792 | 976 | 1060 | 739 | 1113 | 1092 | 718 |

1. ↑  Een vetgedrukt getal geeft de hoogste notering aan.
2. ↑  2009 was het eerste jaar met een notering voor dit nummer.